# Государственный строй Островов Питкэрн
Острова Питкэрн — британские заморские территории в южной части Тихого океана с населением около 50 человек. Политика островов проходит в рамках парламентской представительной демократической зависимости, при которой мэр является главой правительства. Конституция территории — Постановление о местном самоуправлении 1964 года. По численности населения Острова Питкэрн — самая маленькая демократическая территория в мире (245-е место).
Административные офисы правительства находятся в Окленде (Новая Зеландия). 

## Исполнительная власть
| Должность                  | Имя                             | Начало полномочий |
| -------------------------- | ------------------------------- | ----------------- |
| Король                     | Карл III                        | 8 сентября 2022   |
| Губернатор (нерезидент)    | Иона Томас                      | 3 августа 2022    |
| Администратор (нерезидент) | Стив Таунсенд и Фиона Клипатрик | декабрь 2022      |
| Мэр                        | Шарлин Уоррен-Пё                | 1 января 2020     |

Король представлен губернатором Питкэрна, который также является верховным комиссаром Великобритании в Новой Зеландии и Самоа.  Комиссар-нерезидент, назначаемый губернатором, выступает в качестве представителя губернатора на территории. Комиссар отвечает за повседневное управление островом, его экономическое возрождение, а также служит связующим звеном между губернатором и Советом острова. Поскольку губернатор и комиссар не проживают на острове, с 1999 года повседневными делами Питкэрна занимается мэр Питкэрна. Магистрат острова назначается губернатором. Председатель Внутреннего комитета является выборным должностным лицом.
До 30 октября 2004 года мэром Питкэрна был Стив Кристиан. 24 октября 2004 года он был осуждён за изнасилование и после отказа уйти в отставку был уволен. Его сестра Бренда Кристиан была выбрана Советом острова на должность мэра на ноябрь и декабрь 2004 года, пока не будут проведены выборы. Джей Уоррен был избран 15 декабря 2004 года. Мэр острова избирается всенародным голосованием на трёхлетний срок.

### Генеральный прокурор Островов Питкэрн
Генеральный прокурор Островов Питкэрн назначается в соответствии с разделом 35 Конституции Островов Питкэрн и выполняет функции главного юридического советника правительства Питкэрна на определённый срок. Первоначально генеральный прокурор назывался юрисконсультом. Полномочия и обязанности генерального прокурора включают рассмотрение уголовных дел, составление постановлений о Питкэрне, а также пересмотр и публикацию любых законов, относящихся к стране.
| Имя                  | Период полномочий | Примечания |
| -------------------- | ----------------- | ---------- |
| Дональд А. Маклафлин | 1958—1979         | [ 5 ]      |
| Пол Тредуэлл         | 1979—2007         | [ 5 ]      |
| Пол Ришворт          | 2007—2015         | [ 7 ]      |
| Саймон Маунт         | с 2015            | [ 8 ]      |

## Законодательная власть
Острова Питкэрн имеют однопалатный Совет острова, который поддерживает связь между Советом и губернатором. За исключением мэра, срок полномочий которого составляет три года, и секретаря острова, срок полномочий которого не ограничен, члены Совета избираются на один год.
Выборы советников и заместителя мэра проводятся раз в два года, а мэра раз в три года. До внесения изменений в Конституцию выборы проводились ежегодно 24 декабря. 
На Островах Питкэрн нет политических партий.

## Судебная власть
- Островной суд. Магистрат острова, назначаемый губернатором на трёхлетний срок, обычно председательствует в суде (однако за последнее время было несколько магистратов-нерезидентов). Эти магистраты были назначены в рамках судебной структуры, созданной для целей судебного разбирательства по делу о сексуальных домогательствах на Питкэрне.
- Верховный суд. Хотя закон Питкэрна предусматривает создание Верховного суда на протяжении ряда лет, судьи в него не назначались, и он никогда не заседал. Тем не менее, Суд был задействован в рамках конституционных и судебных мер, предусмотренных для вышеупомянутого судебного разбирательства.
- Апелляционный суд. В отличие от Верховного суда, Апелляционный суд был создан недавно. Был учреждён Постановлением Совета в 2000 году в рамках подготовки к вышеуказанному процессу. Как Верховному суду, так и Апелляционному суду разрешено заседать либо на островах, либо в другой стране или месте, которые могут быть разрешены любым законом. На практике Верховный суд заседал как на самом Питкэрне, так и в Окленде, в то время как Апелляционный суд заседал только в Новой Зеландии.
- Тайный совет. Является последней апелляционной инстанцией Питкэрна. Хотя некоторая апелляционная юрисдикция могла существовать ранее (через общее право), апелляции в Тайный совет были формально разрешены Постановлением Совета, изданным в 2000 году.

Согласно отчёту за 2012 год, на Островах Питкэрн нет адвокатов. С 2003 года на островах работает Народный защитник.